# Place de la République-François-Mitterrand
La place de la République-François-Mitterrand est une place circulaire située à Clichy (Hauts-de-Seine) à 600 mètres de Paris.

## Situation et accès
Rues principales
- Boulevard du Général-Leclerc (sud-est) vers la Porte Pouchet (RD 110)
- Rue Henri-Barbusse (sud-ouest) vers le centre-ville et Levallois-Perret (RD 17)
- Boulevard du Général-Leclerc (nord-ouest) vers les quais de la Seine (RD 110)
- Rue du Général-Roguet (nord) vers le pont de Gennevilliers et l'autoroute A15 (RD 17)
- Rue Madame de Sanzillon (ouest) vers Saint-Ouen (RD 17B)

## Origine du nom
Elle porte ce nom en l'honneur du républicanisme, idéologie politique et conception de la liberté ainsi que de François Mitterrand président de la République française.

## Historique

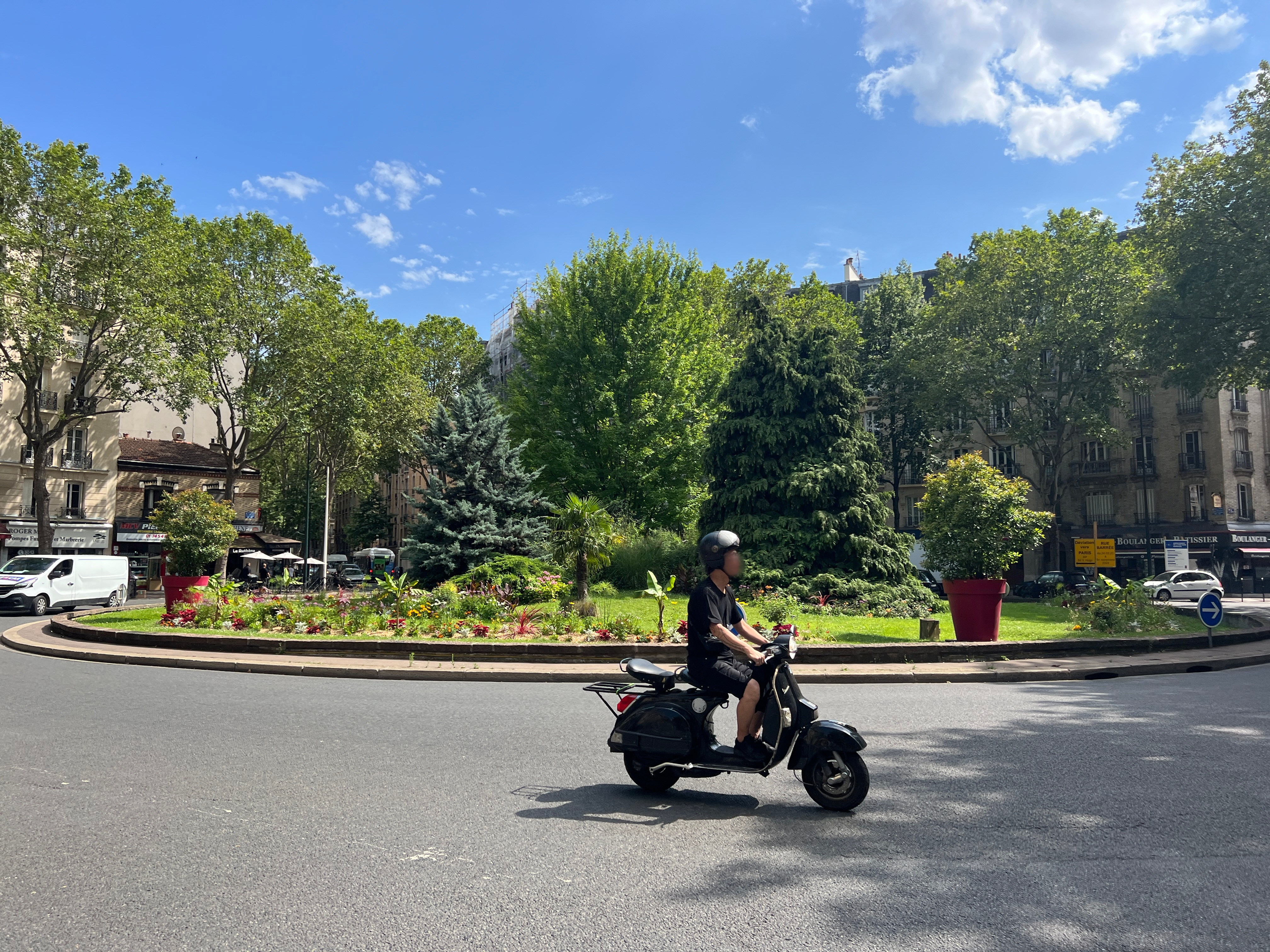
La place en juillet 2023.

Située dans le quartier Victor-Hugo – République, la place de la République est ouverte en 1908 pour faire le lien entre le centre historique de Clichy et les nouveaux axes de communication. Les architectes ont travaillé sur un cercle parfait de 73.90 mètres de diamètre, comprenant une chaussée de 12 mètres de profondeur et un terre-plein de 36 mètres de diamètre.
Les immeubles de la place ont été érigés entre 1909 et 1912 par les architectes Félix Deligny (n°4, 6) et Auguste Cousteix (n°7, 9, 11).

## Bâtiments remarquables et lieux de mémoire
- Parc Roger-Salengro
- Maison du Peuple de Clichy
- Hôpital Goüin
- Hôpital Beaujon
- Stade Racine

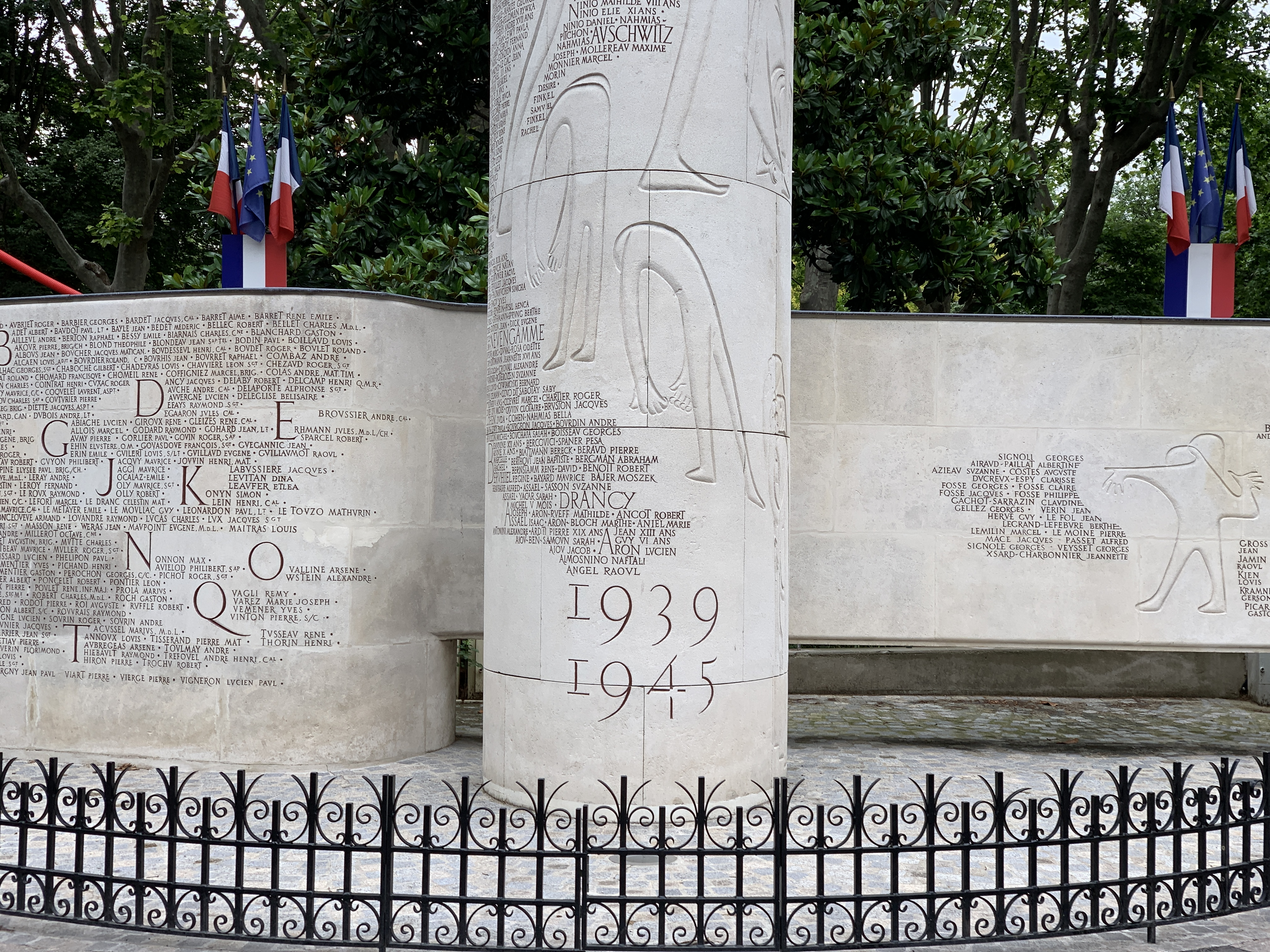
Monument aux morts de la Deuxième Guerre Mondiale.

- Monument aux morts de la Deuxième Guerre Mondiale[1].